# Ileana D'Cruz
Ileana D'Cruz (Mahim, Bombay, 1 de noviembre de 1986) es una actriz de cine india popular en las industrias cinematográficas de Tollywood y Bollywood. Desde 2006, año en que debutó en el cine telugu, ha logrado una gran cantidad de premios y reconocimientos, entre los que destacan los Premios Filmfare, Screen y Stardust.

## Carrera

### 2005–2006
En 2005 D'Cruz fue convocada a una audición por el director indio Teja, pero el proyecto fue cancelado. Hizo su debut en el cine en la película telugu Devadasu (2006), dirigida por Y. V. S. Chowdhary. Devadasu fue un éxito comercial y le valió a D'Cruz ganar un Premio Filmfare en la categoría de mejor actriz debutante. Acto seguido apareció en la película de gánsteres Pokiri, en la cual interpretó a una maestra de gimnasia que es acosada por un policía corrupto. Tras el lanzamiento de los filmes Rakhi (2006) y Munna (2007) se convirtió en una de las actrices más reconocidas en el ambiente de Tollywood.

### 2007–2011
En 2007 actuó en la película Aata, recibiendo críticas favorables por su interpretación de Satya, una estudiante universitaria perseguida por el hijo de un político corrupto. En 2008 protagonizó la cinta de acción Jalsa, dirigida por Trivikram Srinivas. D'Cruz fue objeto de críticas muy positivas, que resaltaban principalmente su "frescura y belleza". Su primer largometraje de 2009, titulado Kick, fue igualmente declarado un éxito de taquilla, convirtiéndose en una de las películas más taquilleras de ese año.
Acto seguido participó en dos producciones con un pobre desempeño en taquilla, Rechipo y Saleem. Nenu Naa Rakshasi de 2011 fue otro fracaso comercial, aunque su actuación fue recibida positivamente; un crítico de Indiaglitz la describió como una "agradable sorpresa en la película". A pesar de sus recientes fracasos, D'Cruz continuó siendo la actriz mejor pagada en el sur de la India.

### 2012–2013

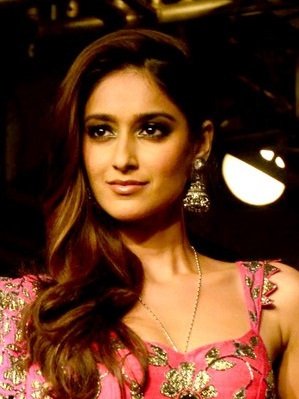
Ileana D'Cruz en 2014

A comienzos de 2012 protagonizó la cinta de Kollywood Nanban, una nueva versión de la película hindi de 2009 3 Idiots dirigida por S. Shankar. La cinta se convirtió en un éxito comercial, devolviendo al estrellato nacional a la actriz. El mismo año protagonizó el filme telugu Julai, otra exitosa producción en números. Más adelante interpretó a una taxista en la comedia Devudu Chesina Manushulu.
D'Cruz hizo su debut en Bollywood en la popular película de Anurag Basu Barfi! En la cinta se desempeñó como narradora y adicionalmente interpretó el papel de Shruti Ghosh, una joven que abandona a su verdadero amor por las comodidades materiales. La película, estrenada el 14 de septiembre de 2012, cosechó críticas positivas y fue un éxito comercial en la India. Su actuación también fue alabada, valiéndole un Premio Filmfare en la categoría de mejor debutante femenina y una nominación en la categoría de mejor actriz de reparto en los mismos premios. Rachit Gupta de la revista Filmfare afirmó: "Esta es la primera película de Ileana, pero su fantástica actuación es solo una prueba de por qué la audiencia de Tollywood la considera una superestrella. Por supuesto, también ayuda que ella sea la más atractiva de todo el elenco de Barfi!, brillando incluso por sobre las pintorescas colinas de Darjeeling".
Su siguiente película fue la comedia de acción Phata Poster Nikhla Hero, donde compartió el protagonismo con Shahid Kapoor. Estrenada el 20 de septiembre de 2013, obtuvo reseñas mixtas y tuvo un pobre comportamiento de taquilla. El desempeño de D'Cruz también recibió críticas mixtas. The Times of India publicó: "Ileana es buena demostrando emociones pero aún no está sintonizada con el género de comedia".

### Actualidad
Su primera película de 2014 fue Main Tera Hero junto con Varun Dhawan y Nargis Fakhri, producida por Balaji Motion Pictures.  Más adelante apareció en el filme Happy Ending, en un elenco conformado por Saif Ali Khan, Govinda y Kalki Koechlin Tras tomar un descanso, en febrero de 2016 protagonizó la cinta Rustom, producción que se convirtió en una de las películas indias más exitosas del año. Sus dos películas de 2017, Mubarakan y Baadshaho, fracasaron comercialmente. En 2018 protagonizó Raid de Raj Kumar Gupta. Tras seis años retornó a la escena de Tollywood en la cinta Amar Akbar Anthony, protagonizada junto con Ravi Teja.

## Filmografía
| Año  | Título                   | Papel                 | Idioma  | Notas        |
| ---- | ------------------------ | --------------------- | ------- | ------------ |
| 2006 | Devadasu                 | Bhanu                 | Telugu  |              |
| 2006 | Pokiri                   | Shruti                | Telugu  |              |
| 2006 | Kedi                     | Aarthi                | Tamil   |              |
| 2006 | Khatarnak                | Nakshatra             | Telugu  |              |
| 2006 | Rakhi                    | Tripura               | Telugu  |              |
| 2007 | Munna                    | Nidhi                 | Telugu  |              |
| 2007 | Aata                     | Sathya                | Telugu  |              |
| 2008 | Jalsa                    | Bhagyamathi/Bhagi     | Telugu  |              |
| 2008 | Bhale Dongalu            | Jyothi                | Telugu  |              |
| 2009 | Kick                     | Naina                 | Telugu  |              |
| 2009 | Rechipo                  | Krishna Veni          | Telugu  |              |
| 2009 | Saleem                   | Satyavathi            | Telugu  |              |
| 2010 | Huduga Hudugi            | Ella misma            | Kannada | Cameo        |
| 2011 | Shakti                   | Aishwarya             | Telugu  |              |
| 2011 | Nenu Naa Rakshasi        | Meenakshi/Shravya     | Telugu  |              |
| 2012 | Nanban                   | Ria Santhanam         | Tamil   |              |
| 2012 | Julai                    | Madhu                 | Telugu  |              |
| 2012 | Devudu Chesina Manushulu | Ileana                | Telugu  |              |
| 2012 | Barfi!                   | Shruti Ghosh Sengupta | Hindi   |              |
| 2013 | Phata Poster Nikhla Hero | Kajal                 | Hindi   |              |
| 2014 | Main Tera Hero           | Sunaina               | Hindi   |              |
| 2014 | Happy Ending             | Aanchal Reddy         | Hindi   |              |
| 2016 | Rustom                   | Cynthia Pavri         | Hindi   |              |
| 2017 | Mubarakan                | Sweety                | Hindi   |              |
| 2017 | Baadshaho                | Rani Gitanjali Devi   | Hindi   |              |
| 2018 | Raid                     | Malini Patnaik        | Hindi   |              |
| 2018 | Amar Akbar Anthony       |                       | Telugu  | En filmación |